# 良平镇
良平镇，是中华人民共和国甘肃省庆阳市宁县下辖的一个乡镇级行政单位。
2015年，甘肃省民政厅批复同意撤销良平乡，设立良平镇。

## 行政区划
良平镇下辖以下地区：
良平村、贾家村、付家村、新庄村、尚洼村、店头村、屯庄村、老庄村、段村、马家村、第家村、三乐村和赵家村。